# Aralkovité
Aralkovité (Araliaceae) je čeleď vyšších dvouděložných rostlin z řádu miříkotvaré (Apiales). Jsou to dřeviny a výjimečně i byliny se střídavými jednoduchými nebo složenými listy. Mnohé druhy mají nápadná okolíkovitá květenství. Z naší květeny sem patří břečťan a pupečník. Aralkovité mají význam především jako zdroj léčiv (např. ženšen) a jako okrasné rostliny.

## Popis

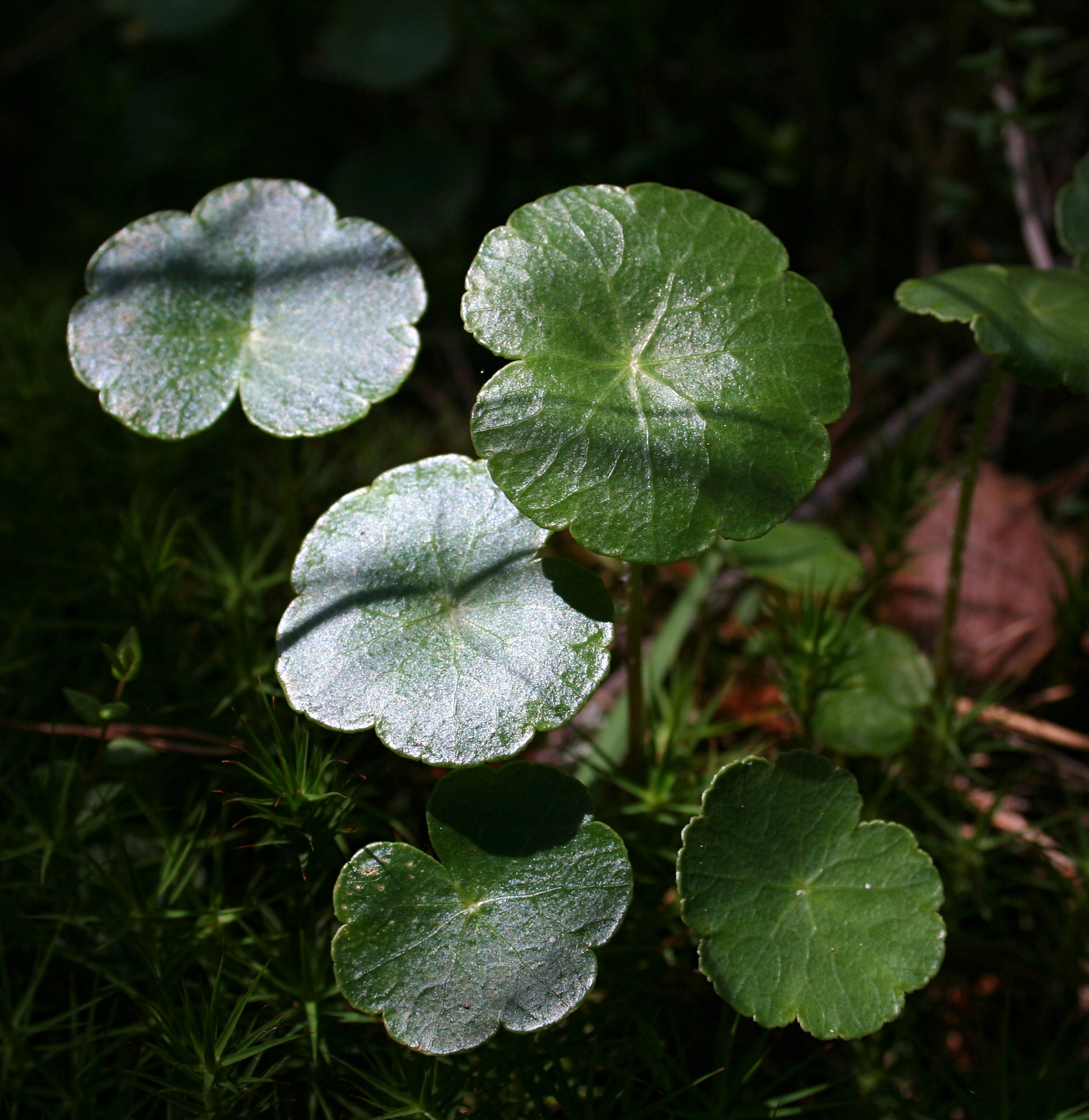
Pupečník obecný (Hydrocotyle vulgaris)

Aralkovité jsou opadavé nebo častěji stálezelené stromy a keře, řidčeji liány a výjimečně i byliny převážně se střídavými jednoduchými nebo složenými listy. Výjimečně se mezi aralkovitými najdou i stonkové sukulenty (kusonie). Některé druhy, zejména z rodů šeflera a oreopanax) mohou růst i jako epifyty. Pokud jsou listy jednoduché, mají obvykle dlanitou žilnatinu a často jsou dlanitě laločnaté. Složené listy jsou nejčastěji dlanité, řidčeji jednoduše či vícenásobně zpeřené. Palisty jsou u mnohých zástupců nápadně vyvinuty. Báze řapíku je často široká a obepínající tlustý stonek. Odění je z hvězdovitých, řidčeji z jednoduchých chlupů. Stonky jsou u některých zástupců trnité, listy jsou často nahloučené na koncích větví.
Rostliny jsou jednodomé nebo dvoudomé. Květenství jsou vrcholová nebo zdánlivě postranní, často složená z okolíků nebo hlávek, řidčeji z hroznů či klasů. Květy jsou pravidelné, spíše oboupohlavné, drobné. Kalich je srostlý částečně nebo po celé délce se semeníkem, zdánlivě tak může chybět nebo tvoří jen nízký hladký, zvlněný či zubatý lem. V květech je vyvinut nektáriový disk. Koruna je složena z 5 až 10 lístků, nejčastěji volná, řidčeji jsou korunní lístky na bázi srostlé a koruna pak opadává jako celek. Tyčinek je nejčastěji stejný počet jako korunních lístků, řidčeji více. Semeník je spodní, srostlý ze 2 až 10 plodolistů a se stejným počtem komůrek. Čnělky jsou volné nebo srostlé ve sloupek, případně nízké a redukované na horní vrstvu disku. V každém plodolistu je jediné funkční vajíčko. Plodem je peckovice nebo bobule.
Čeleď aralkovité zahrnuje asi 1450 druhů ve 44 rodech. Největší rody jsou šeflera (Schefflera, 600 - 900 druhů), stínovka (Polyscias, 160) a pupečník (Hydrocotyle, 130 druhů).

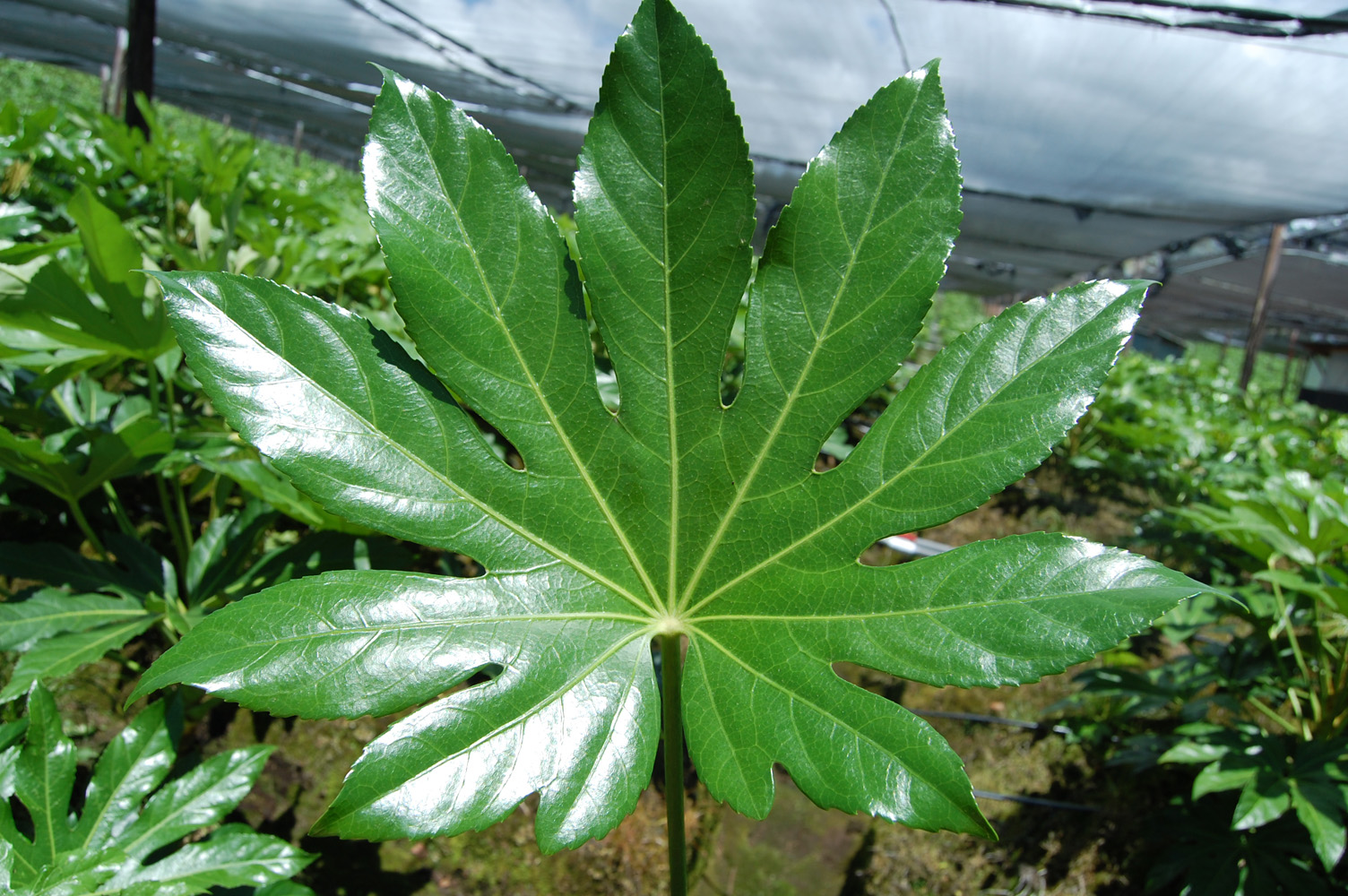
Dlanitě členěný list prodary japonské (Fatsia japonica)
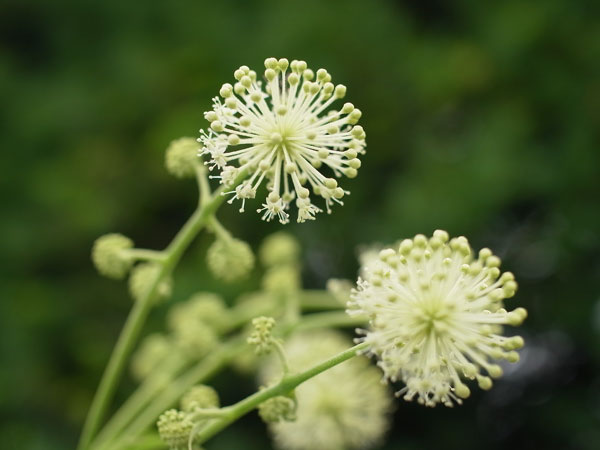
Květenství arálie Aralia cordata
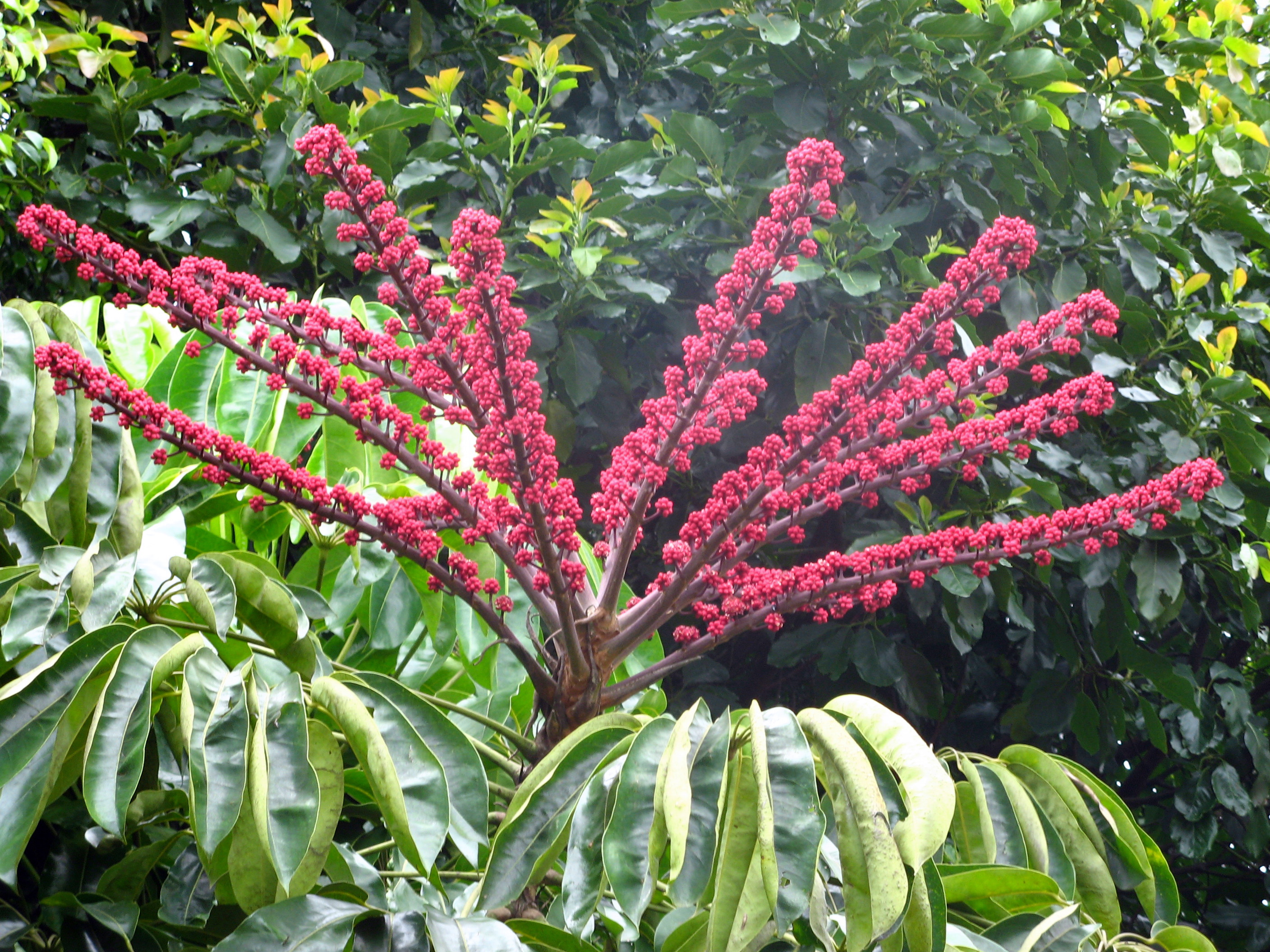
Květenství Schefflera actinophylla
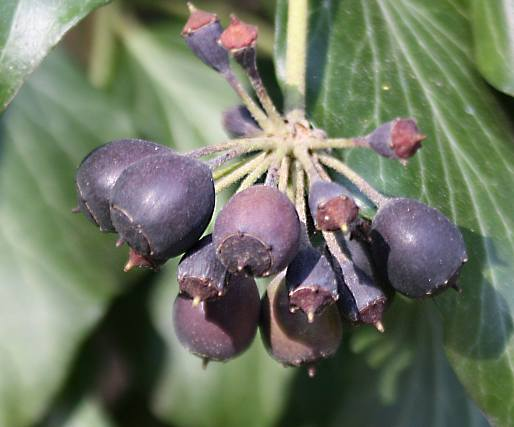
Plodenství břečťanu popínavého (Hedera helix)
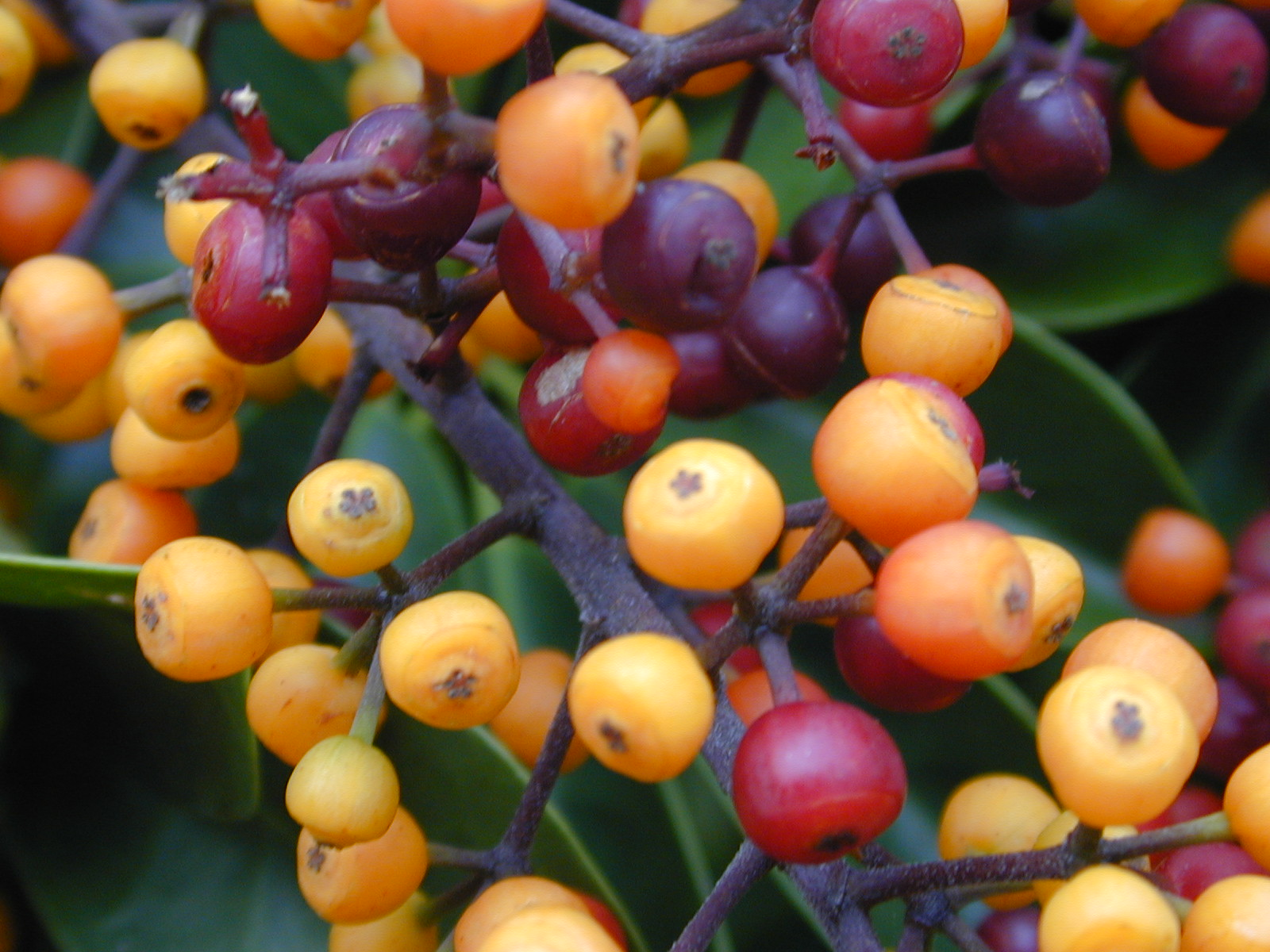
Plody Schefflera arboricola
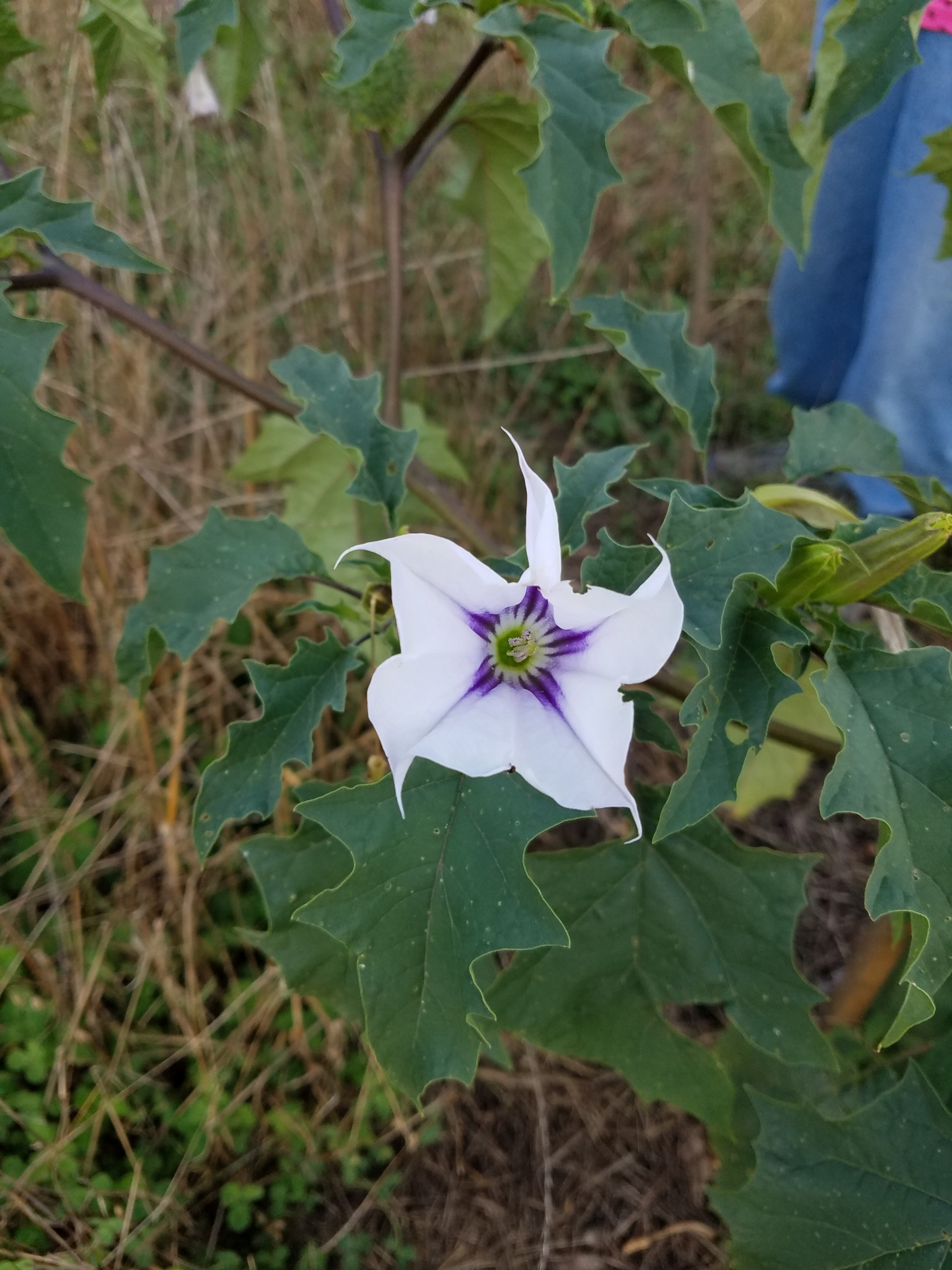
Květ Durmanu obecného

## Rozšíření
Aralkovité jsou kosmopolitně rozšířená čeleď, naprostá většina druhů však roste v tropech. Centrum druhové diverzity je v monzunové Asii. V Americe a v Africe je zastoupena mnohem menším počtem druhů. Rod šeflera je pantropický. V Jižní Americe roste nejvíce druhů této čeledi v horských lesích. Mnohé druhy patří mezi pionýrské dřeviny, obsazující světliny.
V květeně České republiky je čeleď zastoupena 2 druhy: břečťan popínavý (Hedera helix) a pupečník obecný (Hydrocotyle vulgaris). V květeně Evropy je mimo tyto dva druhy již jen pupečník Hydrocotyle ranunculoides, rostoucí ve středním Středomoří.

## Taxonomie
V klasických taxonomických systémech (Cronquist, Dahlgren, Tachtadžjan) byly aralkovité řazeny spolu s čeledí miříkovité (Apiaceae) do řádu aralkotvaré (Araliales), alternativně také nazývaného miříkotvaré (Apiales). Rody pupečník (Hydrocotyle) a Trachymene byly dříve řazeny do čeledi miříkovité (Apiaceae), případně jim byla vyčleněna samostatná čeleď pupečníkovité (Hydrocotylaceae). Rod pupečníkovec (Centella) byl přeřazen do čeledi miříkovité.
V roce 2001 byly z aralkovitých vyjmuty dva rody (Delarbrea a Myodocarpus) a přeřazeny do samostatné čeledi Myodocarpaceae v rámci téhož řádu.

## Ekologické interakce
Květy jsou opylovány nejčastěji včelami, vosami a mouchami hledajícími nektar. Dužnaté bobule jsou šířeny především ptáky.

## Zástupci
- arálie (Aralia)
- břečťan (Hedera)
- eleuterokok (Eleutherococcus, syn. Acanthopanax)
- gastonie (Gastonia, syn. Polyscias)
- kalopanax (Kalopanax), česky též dlanitec
- kusonie (Cussonia)
- meryta (Meryta)
- oplopanax (Oplopanax)
- oreopanax (Oreopanax)
- prodara (Fatsia)
- prodarovec (x Fatshedera)
- pseudopanax (Pseudopanax)
- pupečník (Hydrocotyle)
- stínovka (Polyscias)
- šeflera (Schefflera)
- tetrapanax (Tetrapanax)
- trevézie (Trevesia)
- ženšen (Panax)[6]

## Význam
Čeleď aralkovité má široké využití jako zdroj látek využitelných v medicíně. Nejznámější léčivkou z této čeledi je bezesporu ženšen pravý (Panax ginseng), pěstují se však i další druhy, zejména asijský ženšen nepravý (Panax pseudoginseng) a severoamerický ženšen pětilistý (P. quinquefolius). Kořen arálie Aralia cordata je v Koreji používán při léčbě nachlazení a migrén a kůra Eleutherococcus sessiliflorus a kalopanaxu pestrého (Kalopanax pictus) na edémy, artritidu, neuralgie aj. Mezi další druhy používané v medicíně náleží např. Polyscias fruticosa, keř v Indii běžně pěstovaný v zahradách. Kořen má antibakteriální, protiplísňové a diuretické účinky.
Břečťan popínavý (Hedera helix) je běžně pěstovaná stálezelená pokryvná liána. Celkem zřídka se jako okrasné dřeviny pěstují různé druhy arálií (Aralia), ve sbírkách arboret a botanických zahrad i některé druhy eleuterokoku (Eleutherococcus, syn. Acanthopanax) a kalopanax pestrý (Kalopanax pictus). Ve sklenících botanických zahrad je jako kuriozita pěstován druh Trevesia palmata s nápadně tvarovanými listy. Mezi nádherné okrasné dřeviny pěstované v tropech patří také Osmoxylon lineare, pocházející z jihovýchodní Asie, Meryta sinclairii z Nového Zélandu a Polyscias maraisiana (syn. Gastonia mauritiana) z ostrova Mauritus.
Některé druhy, zejména šeflera (Schefflera), břečťan popínavý (Hedera helix), prodara japonská (Fatsia japonica), prodarovec (x Fatshedera, kříženec prodary a břečťanu), stínovka (Polyscias) a sukulentní Cussonia paniculata se pěstují jako pokojové rostliny. Krásné dlanité listy má Dizygotheca elegantissima.
Asijský Pupečník nejmenší (Hydrocotyle sibthorpioides) je používán jako zelenina a také pěstován jako akvarijní rostlina. Z bílé houbovité dřeni stromu Kalopanax papyriferum se v Číně vyrábí tzv. rýžový papír, používaný zejména v malířství a při výrobě umělých květin.

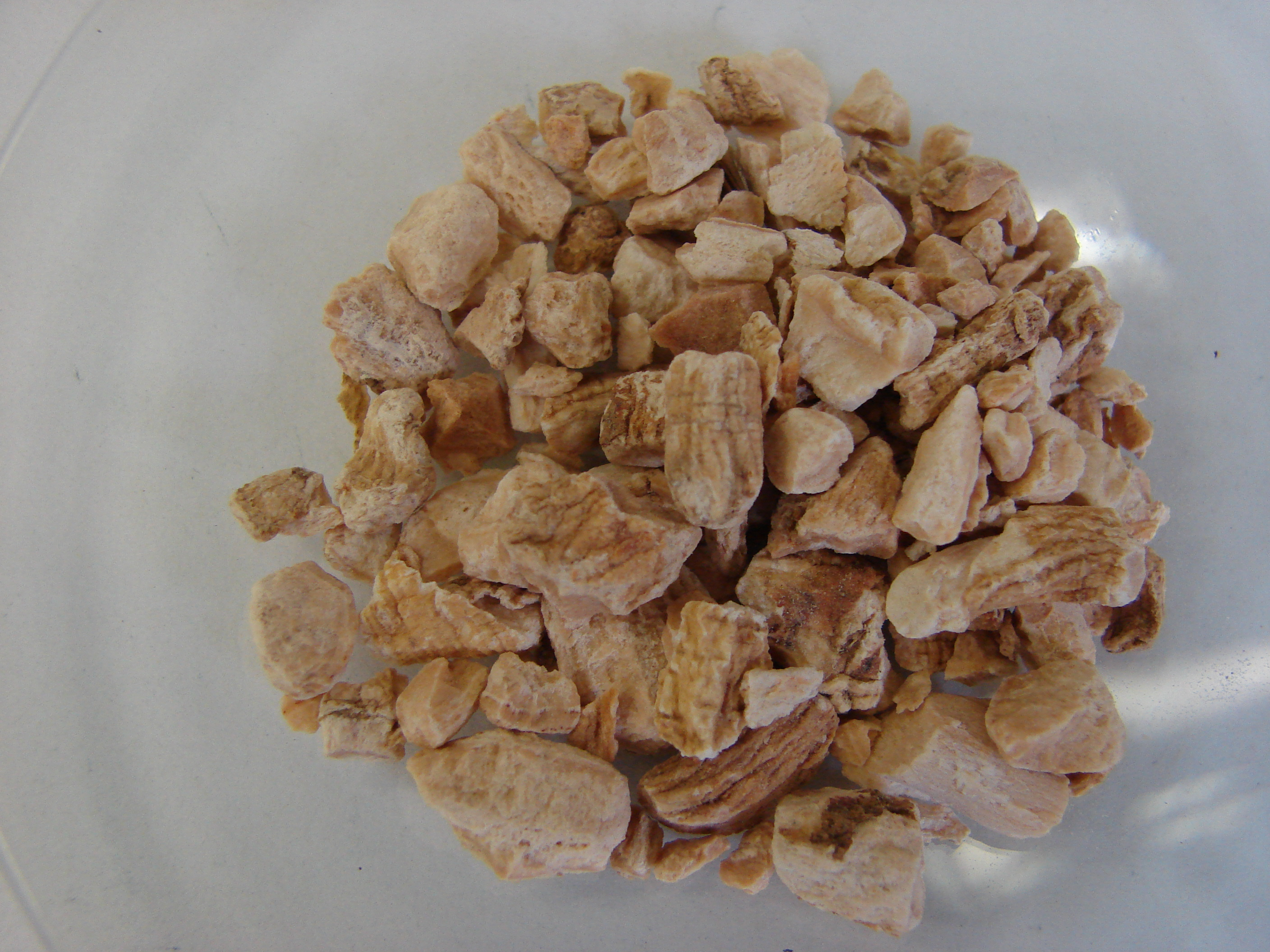
Sušený kořen ženšenu pravého (Panax ginseng)
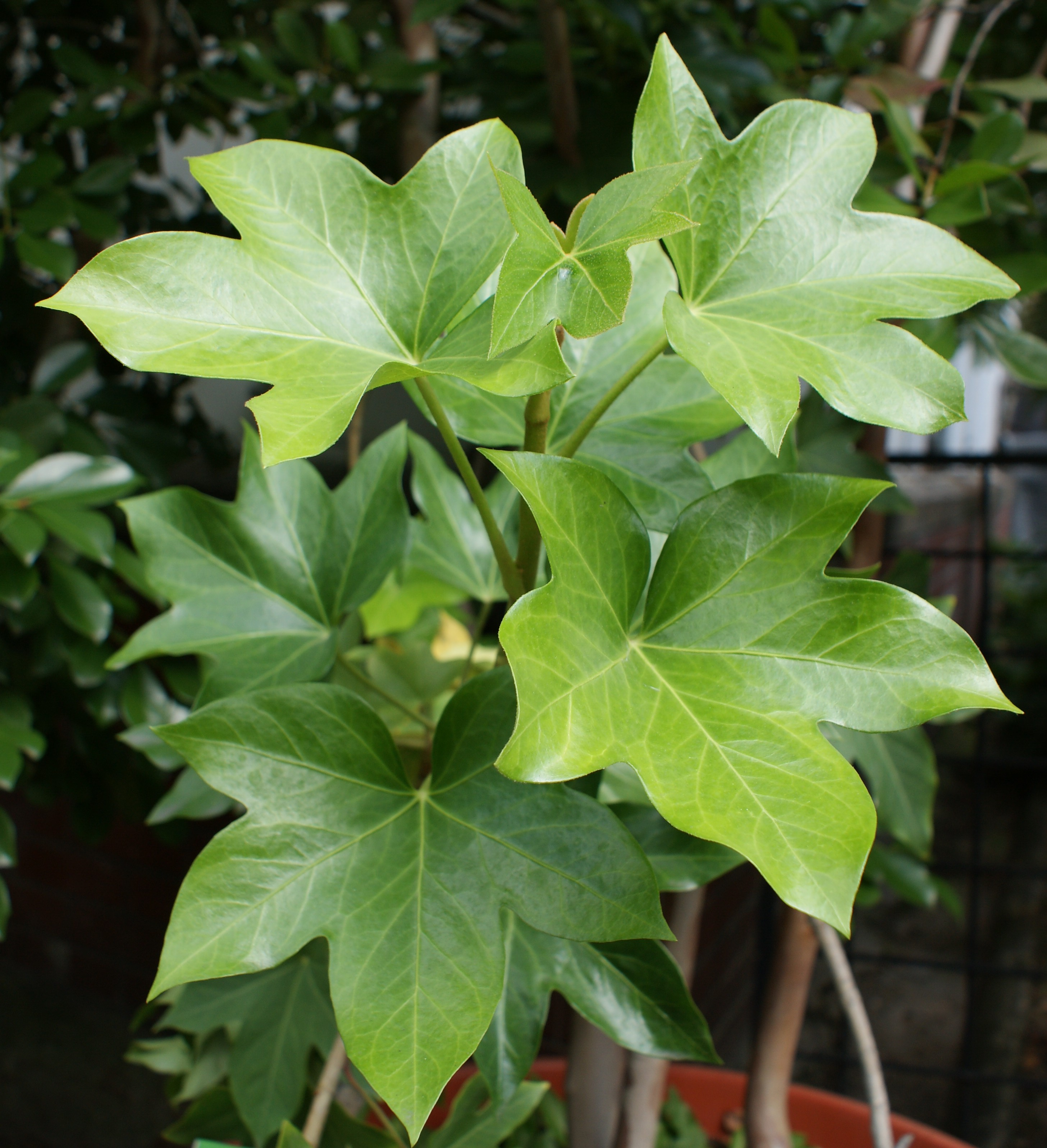
Prodarovec (x Fatshedera)
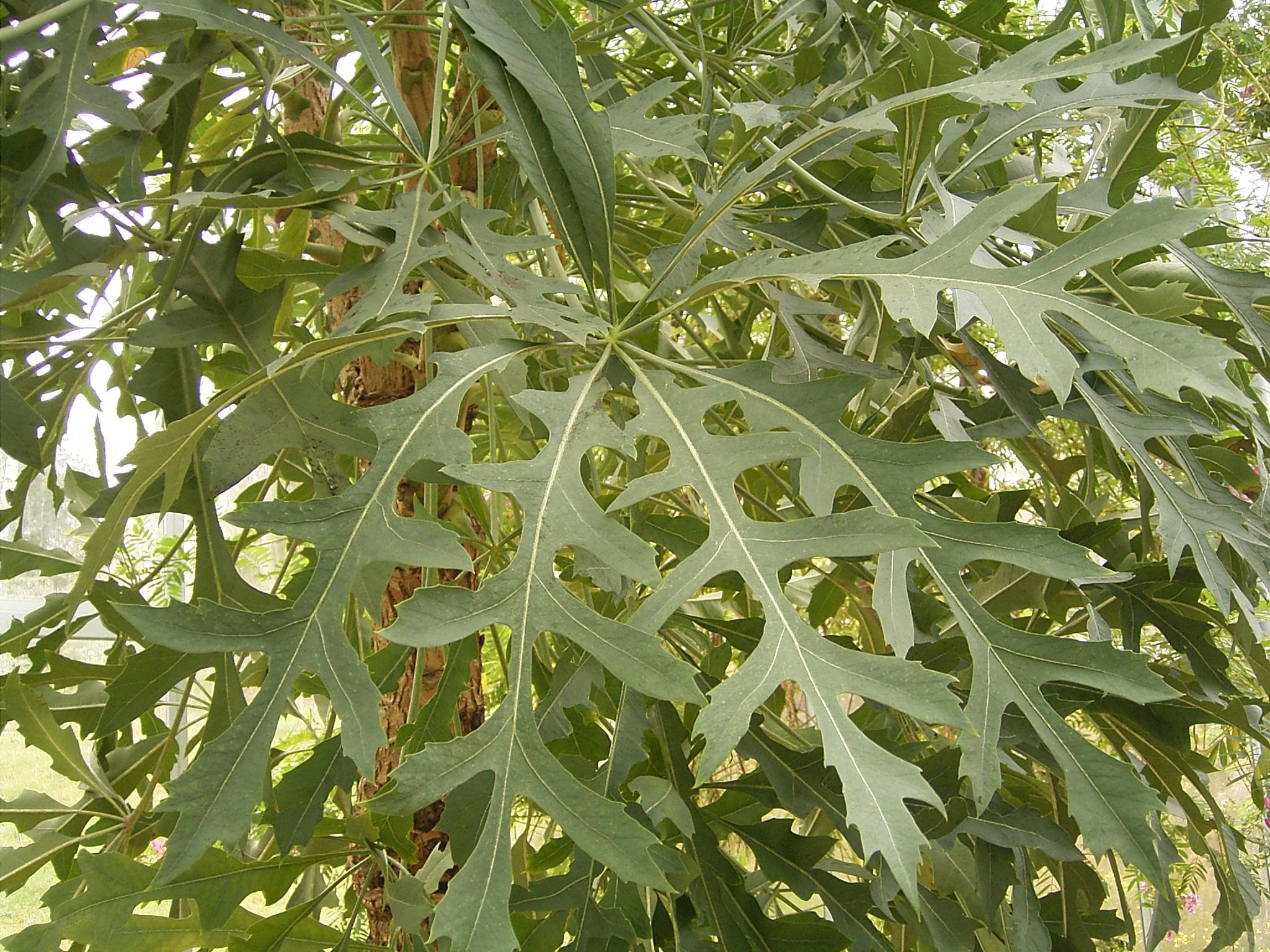
Cussonia paniculata
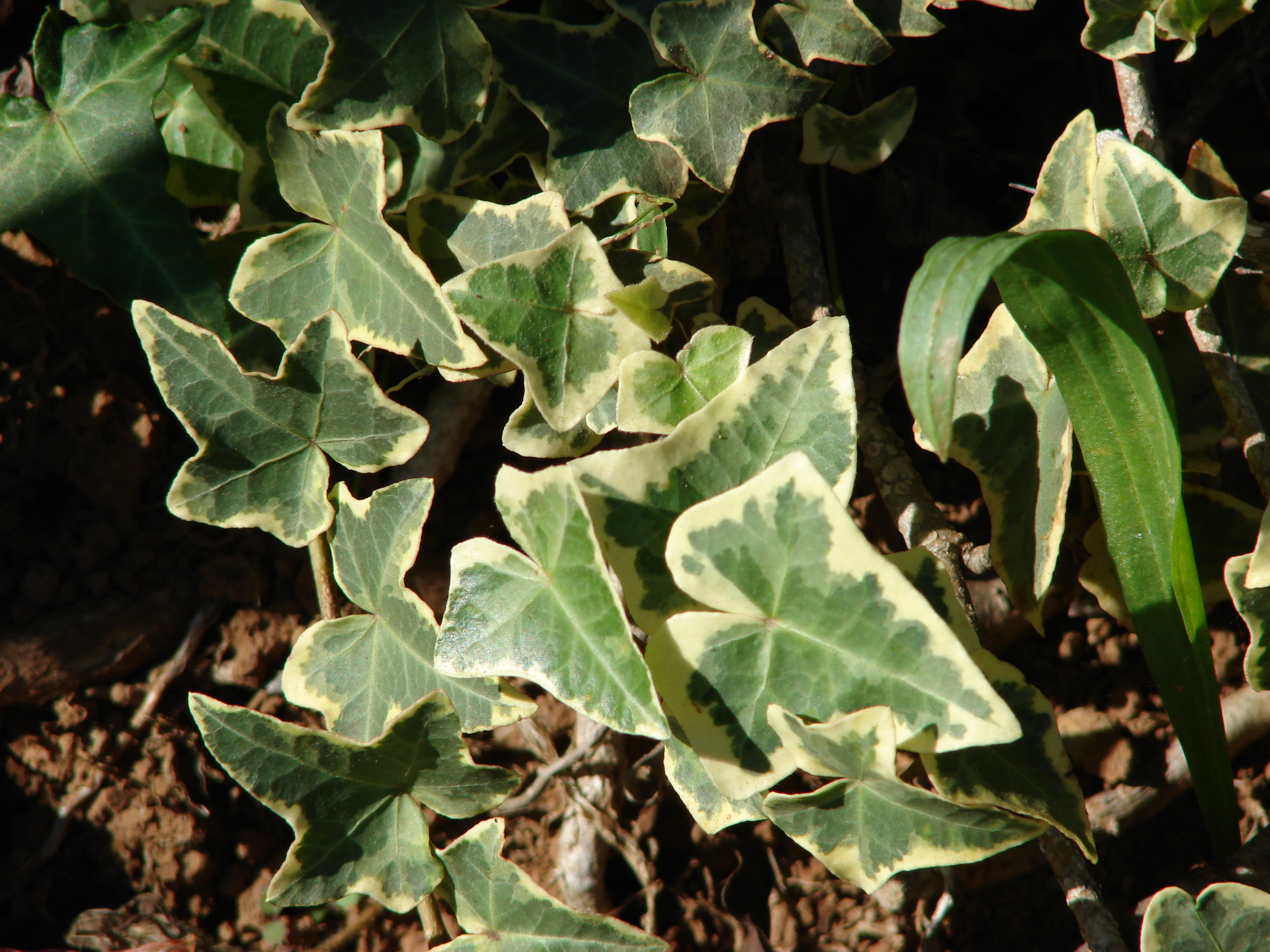
Panašovaný kultivar břečťanu popínavého (Hedera helix)
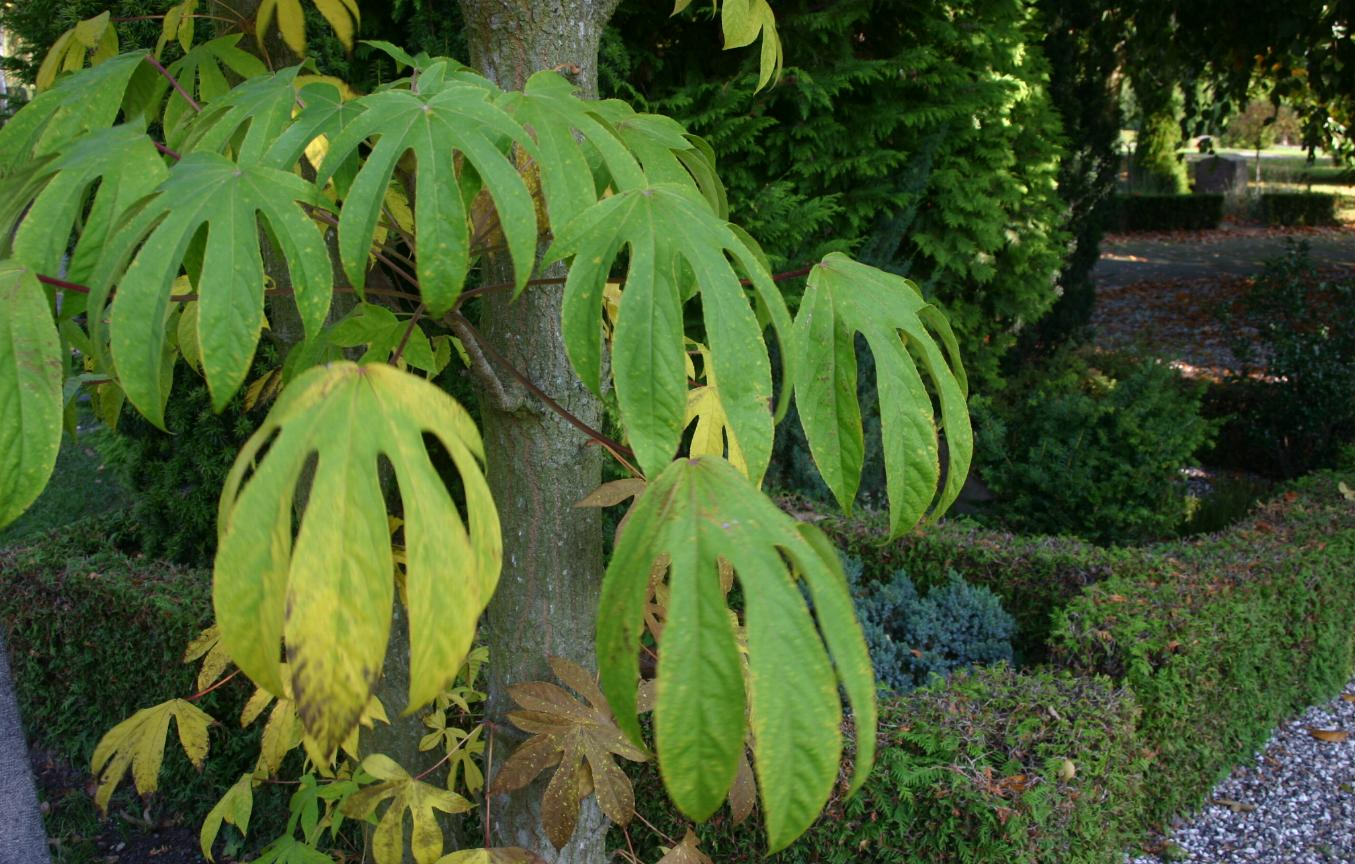
Kalopanax pestrý (Kalopanax pictus)
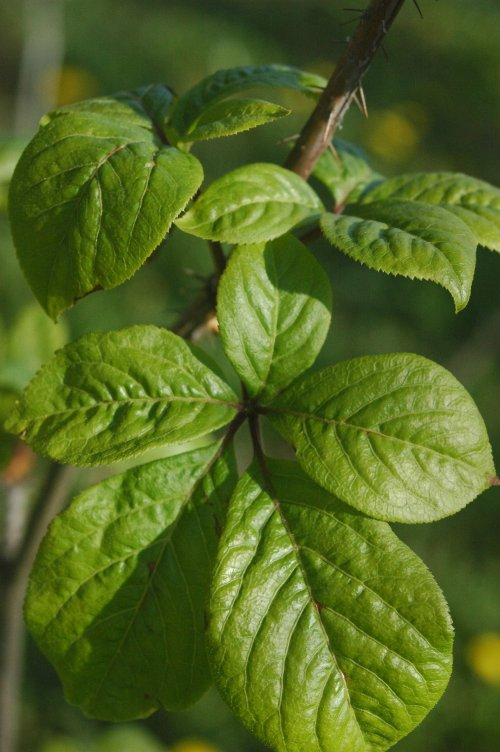
Eleuterokok ostnitý (Eleutherococcus senticosus)

## Přehled rodů
Anakasia,
Aralia,
Arthropanax,
Astrotricha,
Brassaiopsis,
Cephalaralia,
Cheirodendron,
Chengiopanax,
Crepinella,
Cussonia,
Dendropanax,
Didymopanax,
Eleutherococcus,
×Fatshedera,
Fatsia,
Gamblea,
Harmsiopanax,
Hedera,
Heptapleurum,
Heteropanax,
Hydrocotyle,
Kalopanax,
Macropanax,
Merrilliopanax,
Meryta,
Metapanax,
Motherwellia,
Neocussonia,
Neopanax,
Oplopanax,
Oreopanax,
Osmoxylon,
Panax,
Plerandra,
Polyscias,
Pseudopanax,
Rakaua,
Schefflera,
Sciadophyllum,
Seemannaralia,
Sinopanax,
Tetrapanax,
Trachymene,
Trevesia,
Woodburnia